# Zwackhiomyces calcariae
Zwackhiomyces calcariae is een korstmosparasiet behorend tot de familie Xanthopyreniaceae. Hij parasiteert op het rond dambordje (Circinaria contorta).

## Verspreiding
In Nederland komt Zwackhiomyces calcariae zeer zeldzaam voor.